# Sauzet (Gard)
Pour les articles homonymes, voir Sauzet.
Sauzet, en occitan Sauset, est une commune française située dans le centre du département du Gard, en région Occitanie.
Exposée à un climat méditerranéen, elle est drainée par le Gard, le ruisseau Le Lauriol et par un autre cours d'eau. Incluse dans les gorges du Gardon, la commune possède un patrimoine naturel remarquable composé de trois zones naturelles d'intérêt écologique, faunistique et floristique.
Sauzet est une commune rurale qui compte 827 habitants en 2022, après avoir connu une forte hausse de la population depuis 1968. Elle fait partie de l'aire d'attraction de Nîmes. Ses habitants sont appelés les Sauzetiers et Sauzetières.

## Géographie
Sauzet est un village situé à presque mi-chemin de Nîmes et Alès et entre Sommières et Uzès.
Son territoire court du milieu du bois de Leins (collines de garrigues qui s'étendent de Boucoiran-et-Nozières, jusqu'à Sommières entre Gard et Vidourle) jusqu'au Gard. Ses habitants sont appelés les Sauzetières et les Sauzetiers.
Sauzet est l'une des 75 communes membres du Schéma de Cohérence Territoriale SCOT du Sud du Gard (voir lien) et est également l'une des 41 communes du Pays Garrigues Costières.
| Boucoiran-et-Nozières | Brignon (sur 150 m), Moussac |               |
| Domessargues          | Sauzet                       | Saint-Chaptes |
|                       | Saint-Geniès-de-Malgoirès    |               |

### Climat
Pour des articles plus généraux, voir Climat de l'Occitanie et Climat du Gard.
En 2010, le climat de la commune est de type climat méditerranéen franc, selon une étude s'appuyant sur une série de données couvrant la période 1971-2000. En 2020, Météo-France publie une typologie des climats de la France métropolitaine dans laquelle la commune est exposée à un climat méditerranéen et est dans la région climatique Provence, Languedoc-Roussillon, caractérisée par une pluviométrie faible en été, un très bon ensoleillement (2 600 h/an), un été chaud (21,5 °C), un air très sec en été, sec en toutes saisons, des vents forts (fréquence de 40 à 50 % de vents > 5 m/s) et peu de brouillards.
Pour la période 1971-2000, la température annuelle moyenne est de 14 °C, avec une amplitude thermique annuelle de 17,8 °C. Le cumul annuel moyen de précipitations est de 853 mm, avec 6,7 jours de précipitations en janvier et 3,2 jours en juillet. Pour la période 1991-2020, la température moyenne annuelle observée sur la station météorologique la plus proche, située sur la commune de La Rouvière à 4 km à vol d'oiseau, est de 14,5 °C et le cumul annuel moyen de précipitations est de 914,4 mm,. Pour l'avenir, les paramètres climatiques de la commune estimés pour 2050 selon différents scénarios d'émission de gaz à effet de serre sont consultables sur un site dédié publié par Météo-France en novembre 2022.

### Milieux naturels et biodiversité

#### Espaces protégés
La protection réglementaire est le mode d’intervention le plus fort pour préserver des espaces naturels remarquables et leur biodiversité associée,.
La commune fait partie de la zone de transition des gorges du Gardon, un territoire d'une superficie de 23 800 ha reconnu réserve de biosphère par l'UNESCO en 2015 pour l'importante biodiversité qui la caractérise, mariant garrigues, plaines agricoles et yeuseraies,.

#### Zones naturelles d'intérêt écologique, faunistique et floristique
L’inventaire des zones naturelles d'intérêt écologique, faunistique et floristique (ZNIEFF) a pour objectif de réaliser une couverture des zones les plus intéressantes sur le plan écologique, essentiellement dans la perspective d’améliorer la connaissance du patrimoine naturel national et de fournir aux différents décideurs un outil d’aide à la prise en compte de l’environnement dans l’aménagement du territoire.
Une ZNIEFF de type 1 est recensée sur la commune :
la « rivière du Gardon entre Moussac et Russan » (682 ha), couvrant 7 communes du département et deux ZNIEFF de type 2, : 
- le « bois de Lens » (8 318 ha), couvrant 19 communes du département[14] ;
- la « vallée moyenne des Gardons » (1 848 ha), couvrant 24 communes du département[15].

Carte des ZNIEFF de type 1 et 2 à Sauzet.
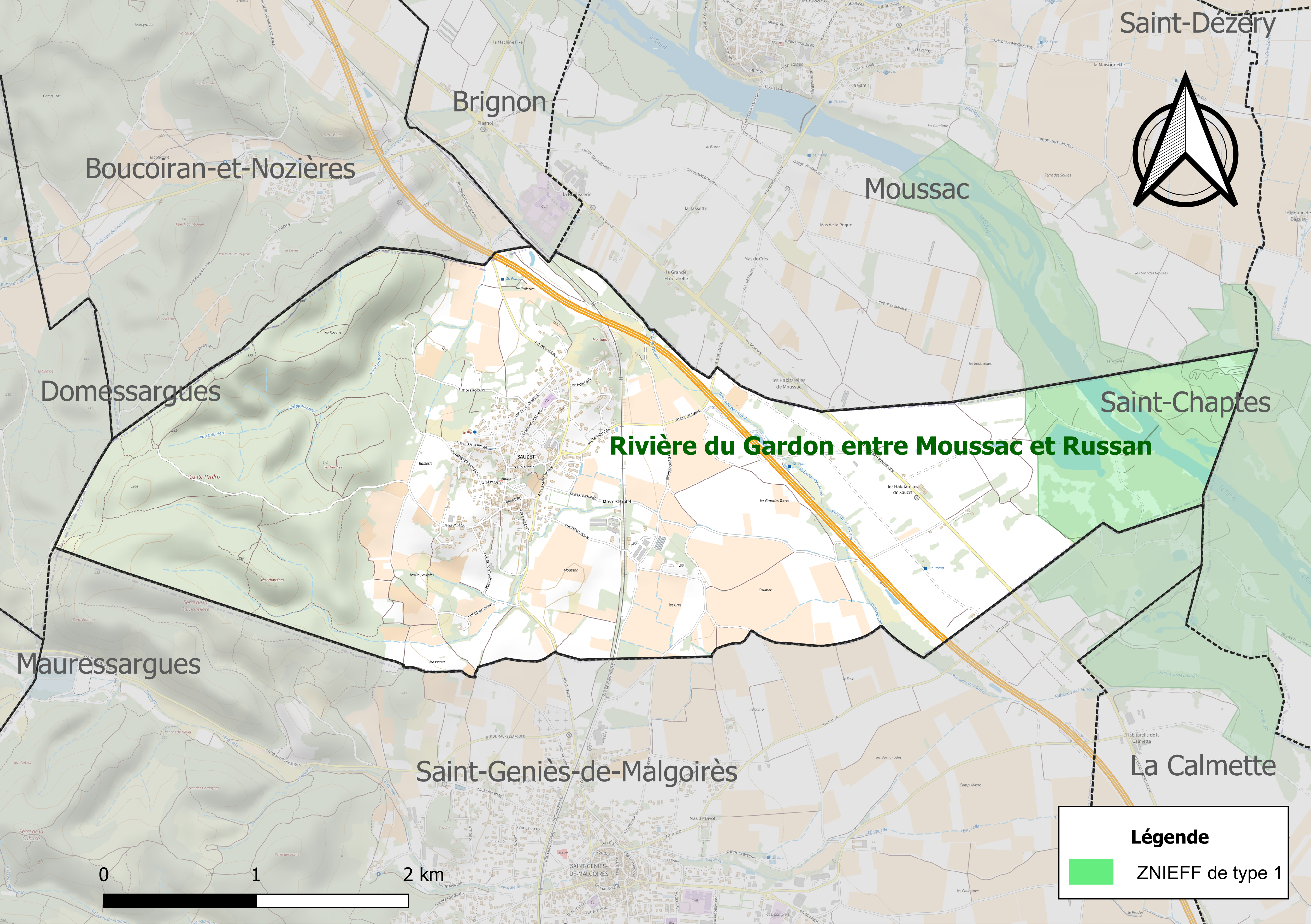
Carte de la ZNIEFF de type 1 sur la commune.
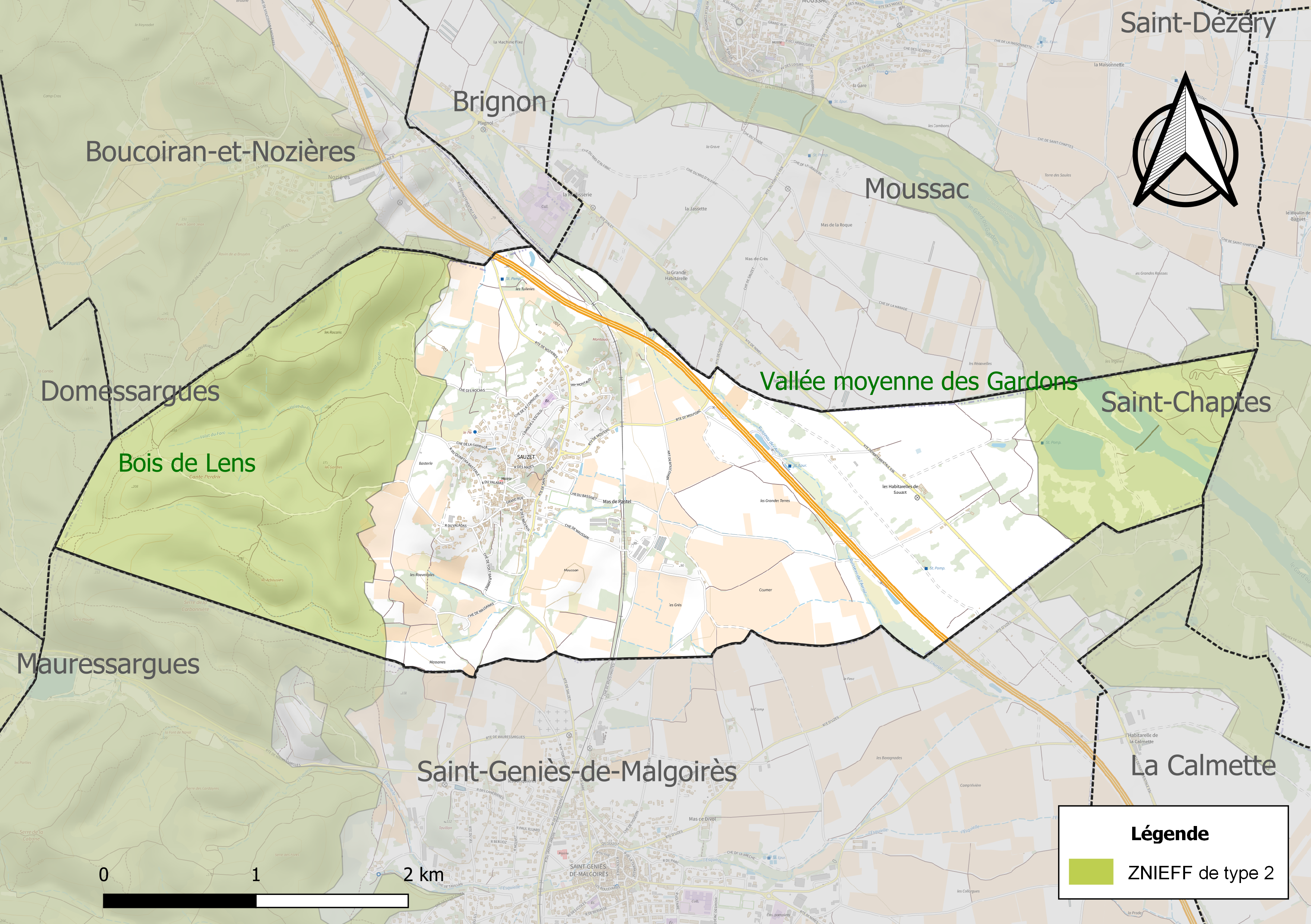
Carte des ZNIEFF de type 2 sur la commune.

## Urbanisme

### Typologie
Au 1er janvier 2024, Sauzet est catégorisée commune rurale à habitat dispersé, selon la nouvelle grille communale de densité à sept niveaux définie par l'Insee en 2022.
Elle est située hors unité urbaine. Par ailleurs la commune fait partie de l'aire d'attraction de Nîmes, dont elle est une commune de la couronne,. Cette aire, qui regroupe 92 communes, est catégorisée dans les aires de 200 000 à moins de 700 000 habitants,.

### Occupation des sols
L'occupation des sols de la commune, telle qu'elle ressort de la base de données européenne d’occupation biophysique des sols Corine Land Cover (CLC), est marquée par l'importance des territoires agricoles (55,9 % en 2018), en diminution par rapport à 1990 (59,8 %). La répartition détaillée en 2018 est la suivante : 
cultures permanentes (35,9 %), forêts (32 %), zones agricoles hétérogènes (19,9 %), zones urbanisées (7,8 %), milieux à végétation arbustive et/ou herbacée (4,3 %). L'évolution de l’occupation des sols de la commune et de ses infrastructures peut être observée sur les différentes représentations cartographiques du territoire : la carte de Cassini (XVIIIe siècle), la carte d'état-major (1820-1866) et les cartes ou photos aériennes de l'IGN pour la période actuelle (1950 à aujourd'hui).

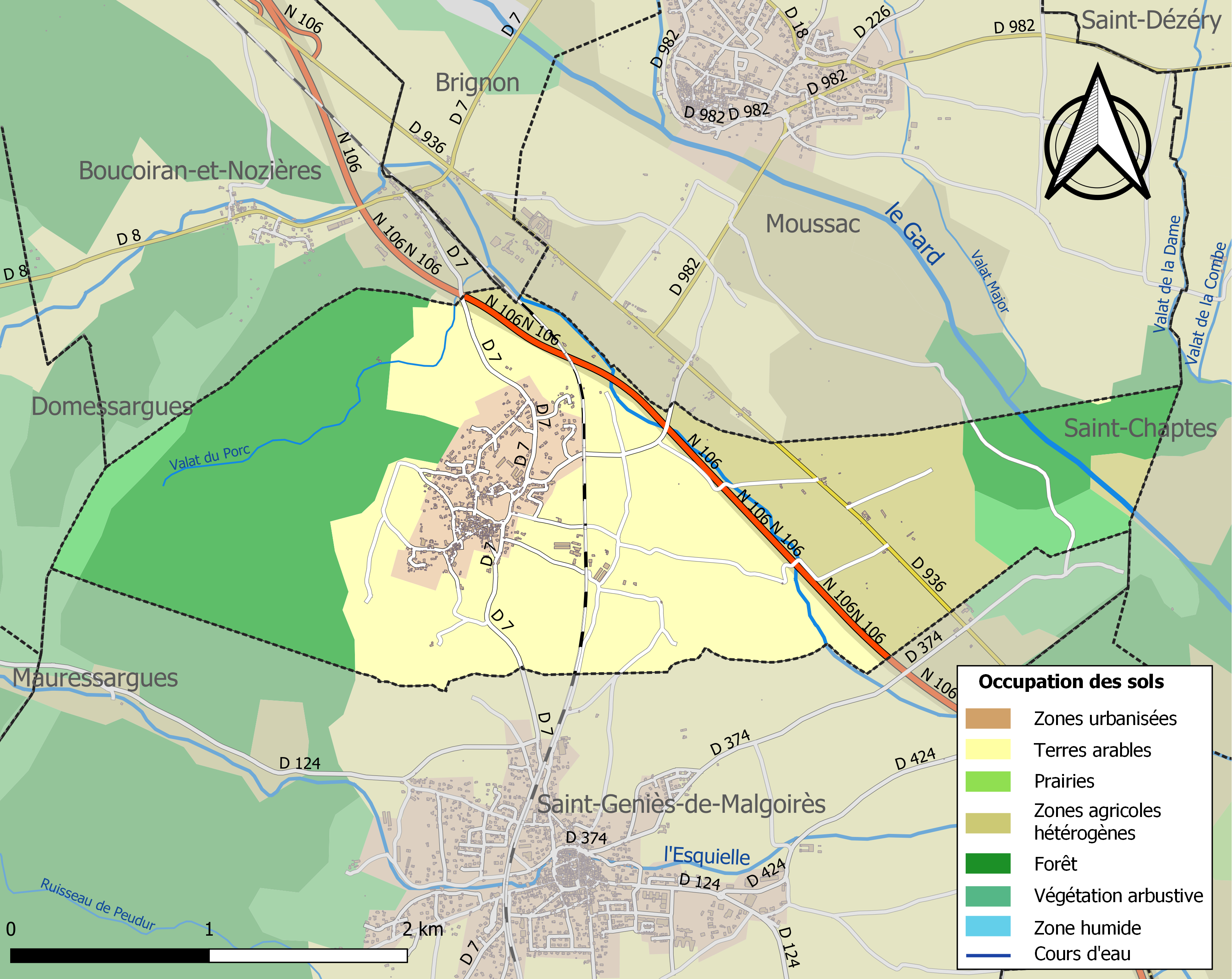
Carte des infrastructures et de l'occupation des sols de la commune en 2018 (CLC).

### Risques naturels et technologiques majeurs
Entre 1982 et 2021, sept arrêtés ministériels de reconnaissance de catastrophe naturelle ont été pris pour le territoire de la commune de Sauzet dont cinq pour des inondations et coulées de boue et un pour mouvements de terrain et un pour tempête.
- Crues, inondations, ruissellements, .. : voir carte des remontées de nappes (georisques.gouv.fr)
- Glissement de terrain, chutes de blocs, éboulements, .. : voir carte des mouvements de terrain (georisques.gouv.fr)
- Avis relatif aux risques entraînés par les aménagements routiers de la R.N. 106 Boucoiran-Nîmes vis-à-vis du captage destiné à la consommation humaine de la commune (infoterre.brgm.fr)
- Voir aussi l'obligation d'information des Acquéreurs et Locataires de biens immobiliers bâtis ou non bâtis (I.A.L.) : Mesure introduite par la loi du 30 juillet 2003 relative à la prévention des risques technologiques et naturels et à la réparation des dommages (articles L.125-2 et L.125-5 du code de l'Environnement (www.gard.pref.gouv.fr)

## Histoire
- Nom Provençal : Sauzè (du latin salix : saule)
- Étymologie : lieu planté de saules.
- Chef-lieu d'un des neuf doyennés du diocèse d'Uzès.
- Blason : « d'or à la croix losangée d'argent et de sinople ». source de l'illustration

## Politique et administration

### Rattachements électoraux
Pour l'élection des députés, elle fait partie de la quatrième circonscription du Gard.

### Tendances politiques et résultats
| Période                                  | Période  | Identité       | Étiquette      | Qualité |
| ---------------------------------------- | -------- | -------------- | -------------- | --- |
|                                          |          | Bord           |                | |
| 1965                                     | 1977     | Jean Carreyron | PS             | Conseiller général du canton de Saint-Chaptes (1973-1998) Député suppléant de Jean Bastide de la 2e circonscription du Gard (1973-1978) |
| 1977                                     | 1983     | Jean Guers     | Partit occitan | |
| 1983                                     | 1989     | Jean Carreyron | PS             | |
| 1989                                     | 1995     | Aimé Mourgues  | SE             | |
| 1995                                     | 2001     | Jean Carreyron | PS             | |
| mars 2001                                | 2014     | Georges Gal    | UMP            | |
| mars 2014                                | En cours | Joseph Artal   | SE             | Retraité |
| Les données manquantes sont à compléter. |          |                |                | |

## Démographie
L'évolution du nombre d'habitants est connue à travers les recensements de la population effectués dans la commune depuis 1793. Pour les communes de moins de 10 000 habitants, une enquête de recensement portant sur toute la population est réalisée tous les cinq ans, les populations de référence des années intermédiaires étant quant à elles estimées par interpolation ou extrapolation. Pour la commune, le premier recensement exhaustif entrant dans le cadre du nouveau dispositif a été réalisé en 2007.

En 2022, la commune comptait 827 habitants, en évolution de +11,16 % par rapport à 2016 (Gard : +2,97 %, France hors Mayotte : +2,11 %).
| 1793 | 1800 | 1806 | 1821 | 1831 | 1836 | 1841 | 1846 | 1851 |
| ---- | ---- | ---- | ---- | ---- | ---- | ---- | ---- | ---- |
| 397  | 368  | 385  | 420  | 394  | 390  | 391  | 377  | 380  |

| 1856 | 1861 | 1866 | 1872 | 1876 | 1881 | 1886 | 1891 | 1896 |
| ---- | ---- | ---- | ---- | ---- | ---- | ---- | ---- | ---- |
| 390  | 393  | 378  | 335  | 365  | 322  | 286  | 419  | 314  |

| 1901 | 1906 | 1911 | 1921 | 1926 | 1931 | 1936 | 1946 | 1954 |
| ---- | ---- | ---- | ---- | ---- | ---- | ---- | ---- | ---- |
| 330  | 320  | 348  | 304  | 305  | 318  | 294  | 282  | 320  |

| 1962 | 1968 | 1975 | 1982 | 1990 | 1999 | 2006 | 2007 | 2012 |
| ---- | ---- | ---- | ---- | ---- | ---- | ---- | ---- | ---- |
| 343  | 340  | 385  | 416  | 482  | 551  | 669  | 688  | 703  |

| 2017 | 2022 | - | - | - | - | - | - | - |
| ---- | ---- | - | - | - | - | - | - | - |
| 747  | 827  | - | - | - | - | - | - | - |

## Lieux, monuments et autres événements remarquables
- Temple protestant de Sauzet (église Saint-André jusqu'en 1797)
- Piscine de Sauzet les Bains (à l'énergie solaire), rue Valadas, 0 466 816 604
- Jumelage avec Sauzet (Drôme)
- Fête votive : 3 jours avant le dernier dimanche du mois de mai avec de superbes abrivado
- À la Foire à l'ail (dernier dimanche de juillet) visites à Sauzet (Drôme)
- Lieux-dits, hameaux : les Habitarelles de Sauzet - Montaud
- Lieu-dit disparu : Mas de la Lône de Régis (reste un superbe tilleul)
- Mémoriaux à la mairie : Plaque commémorative 1914-18, plaque commémorative 1939-45, plaque commémorative aux Victimes civiles et militaires de la guerre d'Afrique du Nord.

## Personnalités liées à la commune
- Jacques Bonaud de Sauzet, juriste du XVIe siècle
- Conteur occitan : Joan Guers (ancien maire de Sauzet)
- Sportif handisport : Jonathan Detrier dit "Gollum" (foot-fauteuil)